# James Southerland
James Southerland III (* 28. April 1990 in New York City, New York) ist ein US-amerikanischer Basketballspieler, der nach dem Studium in seiner Heimatland und einer kurzen Karriere in der NBA professionell in Europa spielt. Nachdem Southerland zunächst in Frankreich und Italien aktiv gewesen war, spielte er anschließend in der deutschen Basketball-Bundesliga für den Mitteldeutschen BC in Weißenfels, bevor er vom Erstliga-Absteiger zur Basketball-Bundesliga 2016/17 zum bisherigen Ligakonkurrenten s.Oliver in Würzburg wechselte.

## Karriere
Southerland erhielt nach seiner Schulzeit in Queens ein Stipendium an der Syracuse University in der gleichnamigen Stadt in Upstate New York, wo er ab 2009 für die Hochschulmannschaft Orange damals noch in der Big East Conference der NCAA Division I spielte. In Southerlands Zeit mit den ehemaligen „Orangemen“ erreichte die Mannschaft jedes Mal die Qualifikation für die prestigeträchtige landesweite NCAA-Endrunde. Bis auf 2011, als man im zweiten Endrundenspiel den schwächer eingeschätzten Marquette Golden Eagles unterlag, erreichte man dabei auch immer die Achtelfinalrunde Sweet Sixteen. Zweimal war man als „Regional Top Seed“ 2010 und 2012 vor dem Turnier unter die vier besten Mannschaften eingestuft worden, aber spätestens im „Regional Final“ Elite Eight ausgeschieden. In Southerlands Abschlussjahr 2013 als Senior hingegen besiegte man die stärker eingeschätzten Hoosiers der Indiana University Bloomington sowie die Golden Eagles der Marquette University und erreichte das Final Four. Im Halbfinale des Finalturniers unterlagen das Team schließlich den Wolverines der University of Michigan. Southerland hatte sich spätestens in seinem Abschlussjahr in der NCAA einen Ruf als gefährlicher Distanzschütze von hinter der Dreipunktelinie erarbeitet, als er beim Big East-Meisterschaftsturnier den Rekord für sechs aufeinanderfolgende Treffer in einem Spiel einstellte und mit 17 erfolgreichen Dreipunktwürfen bei diesem Turnier insgesamt einen neuen Rekord aufstellte, wobei er nach der Finalniederlage gegen die Cardinals der University of Louisville auch eine Auszeichnung als Mitglied des „All-Tournament-Team“ erhalten hatte. Während seine Mannschaftskameraden Michael Carter-Williams und ein Jahr später auch Jerami Grant in der Entry Draft der am höchsten dotierten Profiliga National Basketball Association (NBA) ausgewählt wurden, blieb Southerland in der NBA-Draft 2013 zunächst von NBA-Klubs unberücksichtigt.
Nach dem Studienende spielte Southerland in der NBA Summer League 2013 für die Philadelphia 76ers, die bereits seinen Mannschaftskameraden Carter-Williams ausgewählt hatten, und auch für die Golden State Warriors, bevor er Anfang September 2013 dann jedoch von den Charlotte Bobcats unter Vertrag genommen wurde. Nach nur einem Einsatz in der NBA 2013/14 entließen die Bobcats Southerland Mitte Dezember 2013 jedoch bereits wieder, der eine Woche später in die NBA Development League (D-League) zu den D-Fenders aus Los Angeles ging. Nachdem die D-Fenders die West Division der D-League gewonnen hatten, unterschrieb Southerland bereits am 11. April einen neuen Vertrag in der NBA bei den New Orleans Pelicans, die zum Saisonende aber ohne Chancen auf Erreichen der NBA-Play-offs waren und ihm in drei weiteren Einsätzen rund neun Minuten Spielzeit pro Spiel gaben. Ab September 2014 spielte er die Saisonvorbereitung für die folgende Saison bei den Portland Trail Blazers, wurde jedoch kaum eingesetzt und bereits einen Monat später noch vor Saisonbeginn wieder entlassen, nachdem er sich schon auf einen Vertrag beim französischen Meister Cercle Saint-Pierre (CSP) aus Limoges geeinigt hatte. Nachdem die Mannschaft aus Frankreich im höchstrangigen europäischen Vereinswettbewerb EuroLeague 2014/15 nur zwei Siege in zehn Spielen der Vorrunde erreicht hatte bei unter anderem zwei Niederlagen gegen den deutschen Vertreter Alba Berlin, scheiterte man auch im Eurocup 2014/15 knapp am Weiterkommen in die K.-o.-Runden. In der französischen Meisterschaft der LNB Pro A 2014/15 gelang jedoch die Titelverteidigung, nachdem man als Hauptrundendritter in den Play-offs um die Meisterschaft bis auf ein Finalserienspiel ungeschlagen blieb. Southerland, der erst nach Saisonbeginn in Europa nach Limoges gekommen war, zeigte jedoch deutliche Anpassungsschwierigkeiten an das Spiel in Europa und wurde in Euroleague und französischer Liga zunächst nicht mehr als durchschnittlich zehn Minuten pro Spiel eingesetzt. Nach dem Jahreswechsel verzeichnete Southerland schließlich keinen Einsatz mehr für Limoges, so dass er ohne weitere Beteiligung am Saisonende französischer Meister wurde.
Nach der NBA Summer League 2015 beim Oklahoma City Thunder bekam Southerland zur folgenden Saison einen neuen Vertrag beim italienischen Erstligisten Vanoli Basket aus Cremona. Doch auch hier konnte Southerland, dessen Spielanteile sich gegenüber Limoges verdoppelten, nicht komplett überzeugen und so einigte man sich bereits im Januar 2016 auf ein Ende des Vertrages. Anschließend wechselte Southerland in die deutsche Basketball-Bundesliga zum abstiegsbedrohten Tabellenletzten Mitteldeutschen BC aus Weißenfels. Zwar reichte es am Ende der Basketball-Bundesliga 2015/16 knapp nicht zum Klassenerhalt, doch Southerland hatte mit einer zweistelligen Punktausbeute pro Spiel und knapp 40 % Trefferquote von hinter der Dreipunktelinie auch erstmals sein Talent in Europa zeigen können. Nach der NBA Summer League 2016 bei den Washington Wizards kehrte Southerland daher nach Deutschland zurück, als er Mitte September 2016 als Ersatz für einen verletzten Landsmann von den s.Oliver Baskets aus Würzburg für die Basketball-Bundesliga 2016/17 nachverpflichtet wurde.